# Telmatochromis brichardi
Telmatochromis brichardi är en fiskart som beskrevs av Louisy, 1989. Telmatochromis brichardi ingår i släktet Telmatochromis och familjen Cichlidae. Inga underarter finns listade i Catalogue of Life.